# Bianzhong
Pour les articles homonymes, voir Bian et Zhong.

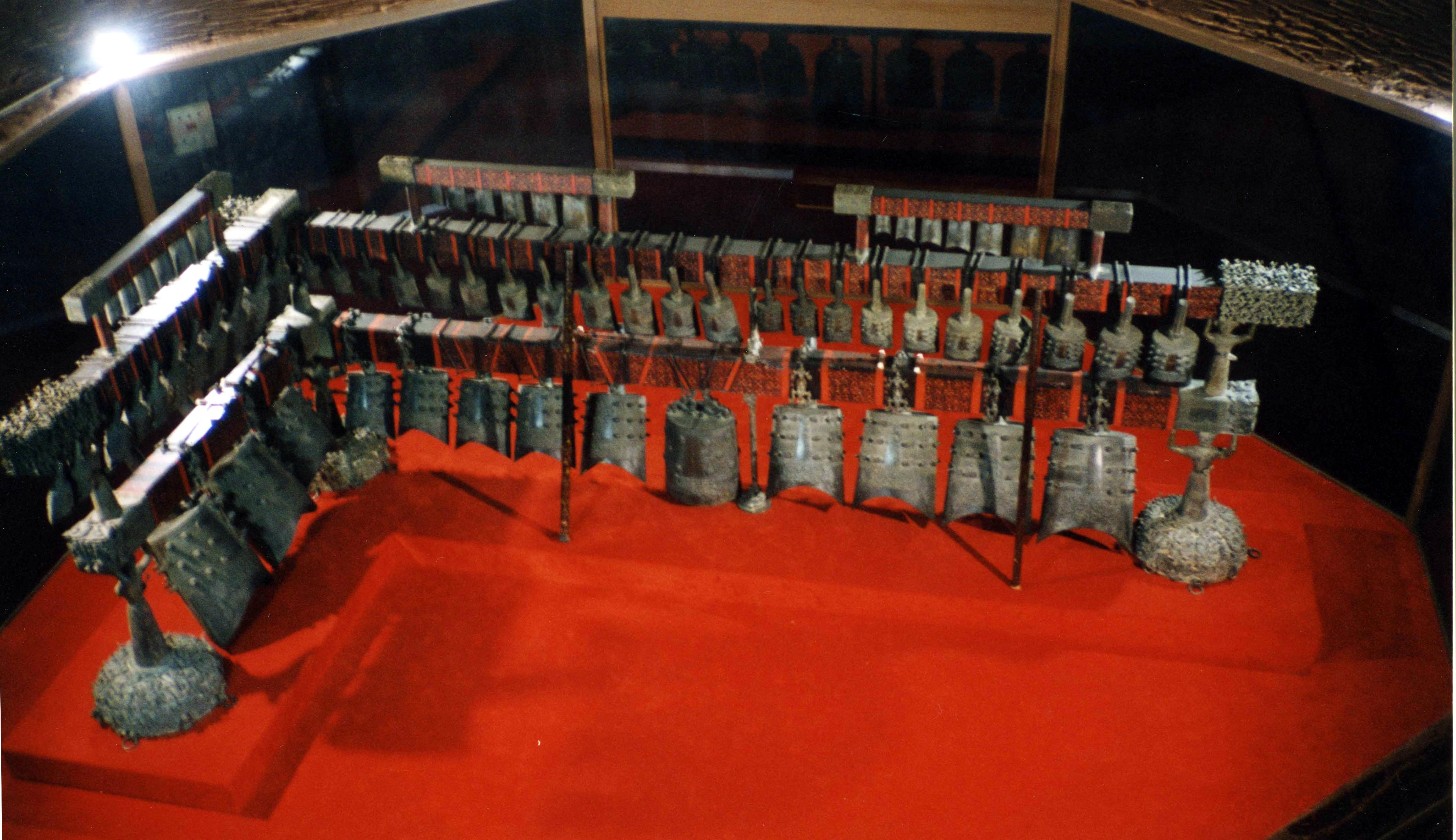
Un ensemble de cloches chinoises

Les bianzhong ou cloches chinoises (chinois simplifié : 编钟 ; chinois traditionnel : 編鐘 ; pinyin : biān zhōng) sont des instruments anciens de la musique chinoise.
Il s'agit d'un ensemble de cloches de bronze, jouées mélodiquement. Les cloches sont suspendues à un cadre en bois et frappées à l'aide d'un maillet. Avec les instruments de pierre appelés bianqing, elles étaient un instrument important dans les rituels de Chine et la musique de cour en remontant dans les temps anciens.
Plusieurs ensembles de bianzhong ont été importés à la cour coréenne durant la dynastie Song. Connu en Corée sous le nom de pyeonjong (hangeul : 편종, hanja : 編鐘), l'instrument est encore en usage pour la musique de cour coréenne.